# Крепи-ан-Валуа
Крепи-ан-Валуа (фр. Crépy-en-Valois) — город на севере Франции, регион О-де-Франс, департамент Уаза, округ Санлис, центр одноименного кантона. Расположен в 69 км к востоку от Бове и в 62 к северо-востоку от Парижа, в 20 км от автомагистрали А1 «Нор» и в 7 км от национальной автомагистрали N2. В центре города находится железнодорожная станция Крепи-ан-Валуа линии Плен-Сен-Дени―Ирсон.
Население (2018) — 14 796 человек.

## История
Крепи-ан-Валуа был основан в X веке графами Валуа, на протяжении нескольких веков был главной резиденцией этого семейства, а затем был присоединен к королевским владениям.
Во время Столетней войны город был разрушен.
Строительство железной дороги Париж — Лилль и станции в Крепи-ан-Валуа в 1861 году способствовали активному развитию экономики и росту населения города.

## Достопримечательности
- Церковь Святого Дионисия (Сен-Дени) XII-XVI веков, сочетание романского стиля и пламенеющей готики
- Полуразрушенное здание готической коллегиальной церкви Святого Томаса Кентерберийского XII века
- Церковь Святого Мартина XV-XVI веков, сочетание пламенеющей готики и ренессанса
- Старинный замок Сент-Обен X—XIII веков, бывшая резиденция герцогов Валуа
- Фрагменты средневековой крепостной стены
- Парижские ворота XVIII века
- Руины приората Святого Арнула
- Шато и парк Герем
- Музей истории стрельбы из лука в замке Сент-Обен

## Экономика
Структура занятости населения:
- сельское хозяйство — 0,3 %
- промышленность — 12,3 %
- строительство — 5,0 %
- торговля, транспорт и сфера услуг — 52,4 %
- государственные и муниципальные службы — 30,0 %

Уровень безработицы (2017) — 13,7 % (Франция в целом — 13,4 %, департамент Уаза — 13,8 %). 

Среднегодовой доход на 1 человека, евро (2018) — 22 030 (Франция в целом — 21 730, департамент Уаза — 22 150).

## Демография
Динамика численности населения, чел.

## Администрация
Пост мэра Крепи-ан-Валуа с 2014 года занимает Брюно Фортье (Bruno Fortier). На муниципальных выборах 2020 года возглавляемый им правый список победил во 2-м туре, получив 43,33 % голосов.
| Период | Период | Фамилия      | Партия                    | Примечания      |
| ------ | ------ | ------------ | ------------------------- | --------------- |
| 1953   | 1995   | Мишель Дюпюи | Разные правые             |                 |
| 1995   | 2008   | Пьер Праддод | Разные правые             |                 |
| 2008   | 2014   | Арно Фубер   | Союз за народное движение |                 |
| 2014   |        | Брюно Фортье | Разные правые             | страховой агент |

## Города-побратимы
- Антуэн, Бельгия
- Целль, Германия
- Плоньск, Польша

## Галерея

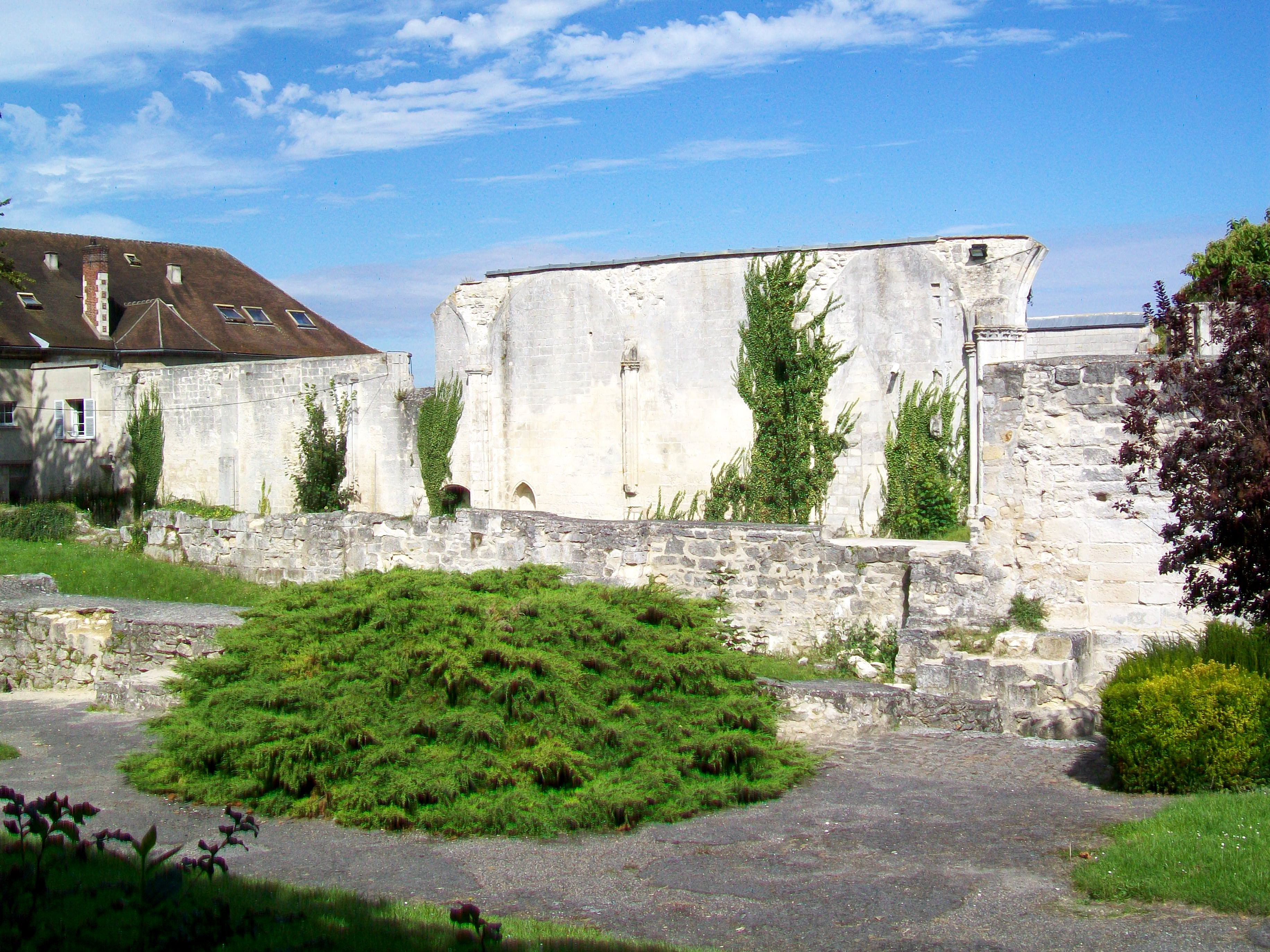
Руины приората Святого Арнула
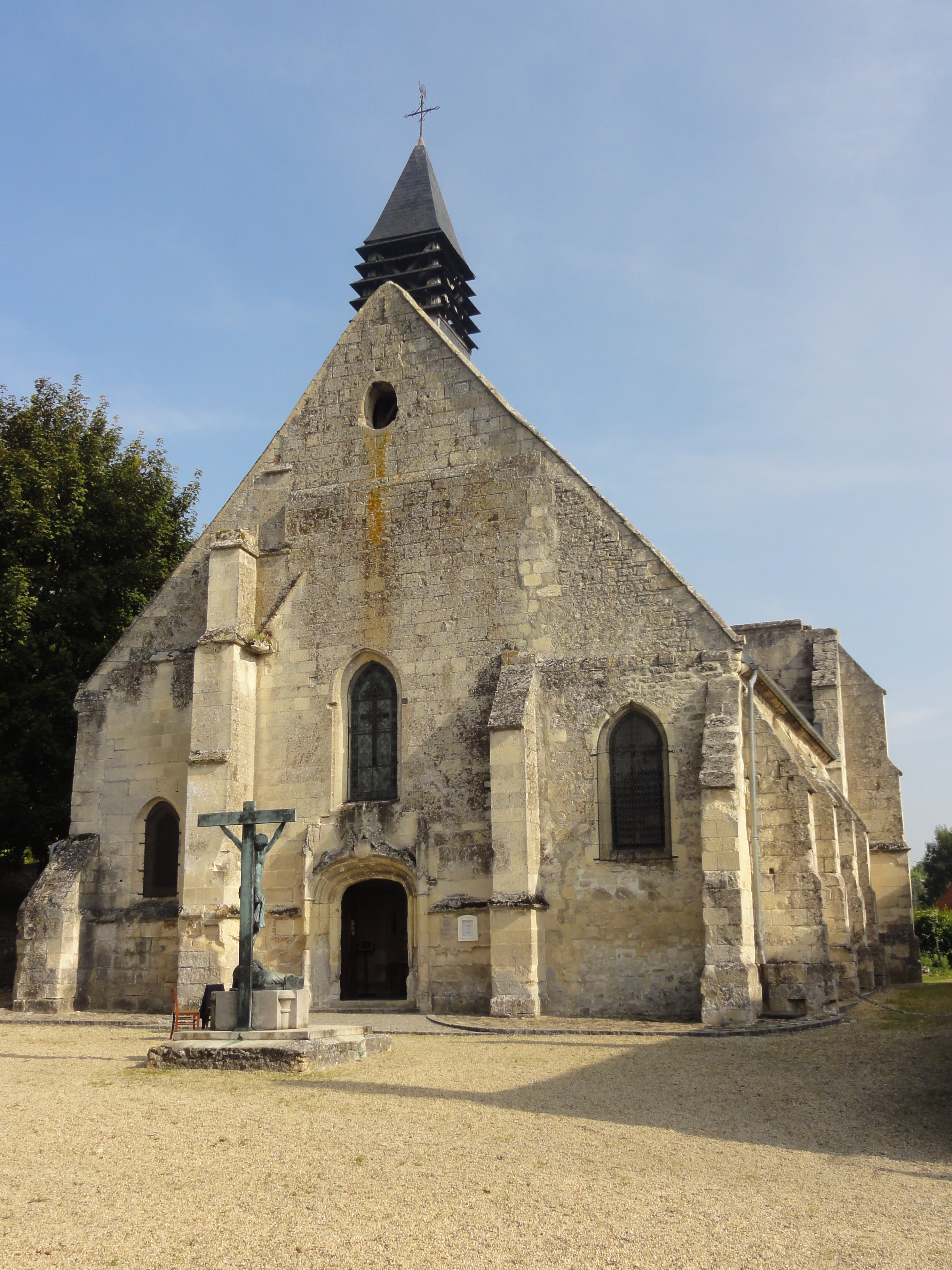
Церковь Святого Мартина
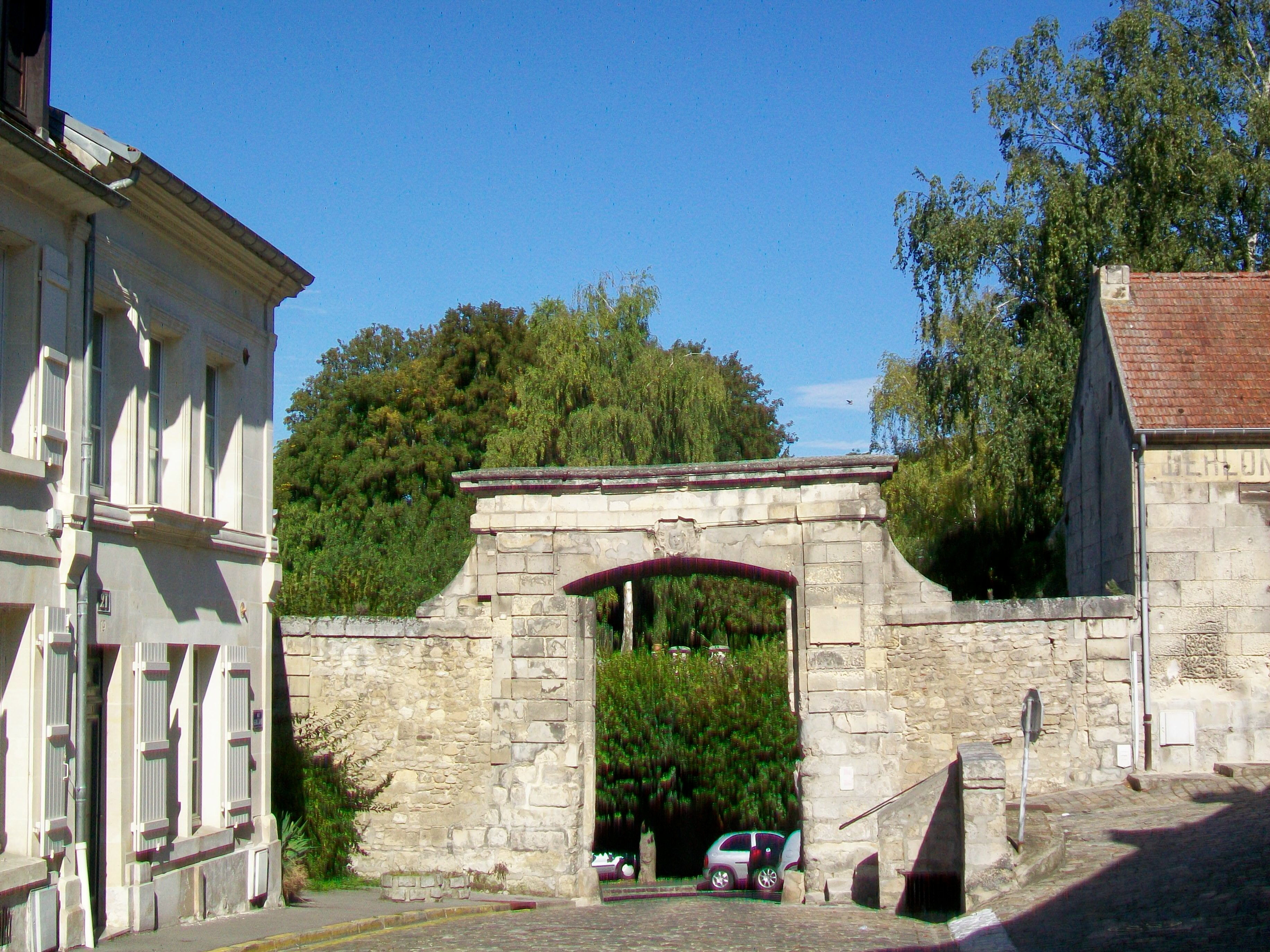
Ворота Святой Агаты
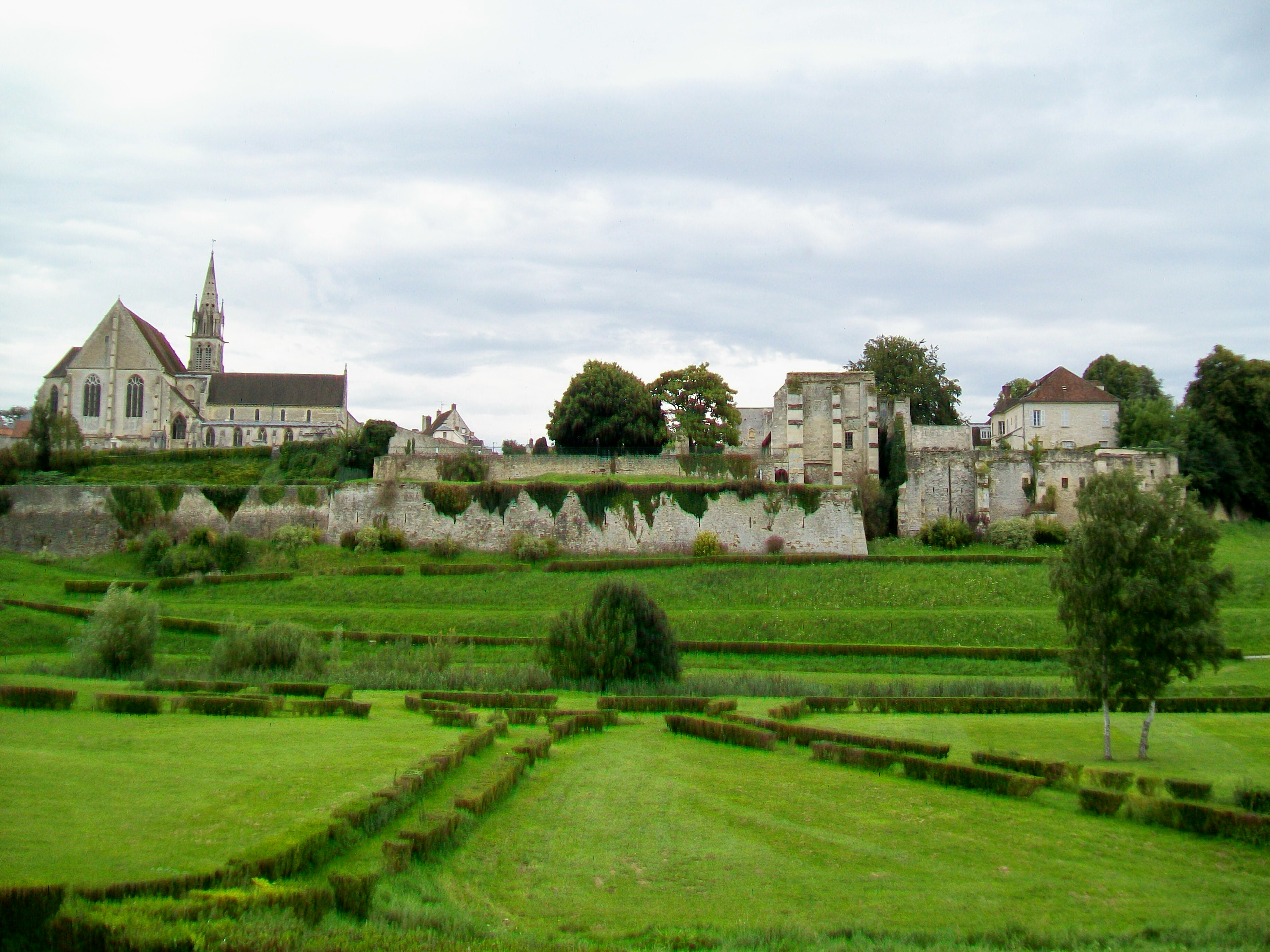
Вид на крепостную стену, церковь сен-Дени и приорат Святого Арнула

1. 1 2  база данных о французских коммунах — Национальный географический институт Франции, 2015.